# Brunei FA Cup 2014
Der Brunei FA Cup 2014, auch bekannt als DST FA Cup, war die 8. Saison eines Ko-Fußballwettbewerbs in Brunei. Das Turnier wurde vom National Football Association of Brunei Darussalam organisiert. Das Turnier endete mit dem Finale am 4. Januar 2015 im Hassanal Bolkiah National Stadium. Titelverteidiger (2012) war der MS ABDB.

## Halbfinale
| Datum             |           | Ergebnis |          |
| ----------------- | --------- | -------- | -------- |
| 23. Dezember 2014 | MS ABDB   | 3:1      | QAF FC   |
| 23. Dezember 2014 | Indera SC | 1:4      | Najip FC |

## Finale
| Datum          |         | Ergebnis |          |
| -------------- | ------- | -------- | -------- |
| 4. Januar 2015 | MS ABDB | 2:0      | Najip FC |

| Sieger Brunei FA Cup 2014 |
| MS ABDB                   |